# Ivalee (Alabama)
Ivalee es un lugar designado por el censo ubicado en el condado de Etowah en el estado estadounidense de Alabama. En el Censo de 2010 tenía una población de 879 habitantes y una densidad poblacional de 73,3 personas por km².

## Geografía
Ivalee se encuentra ubicado en las coordenadas 34°2′14″N 86°8′50″O / 34.03722, -86.14722. Según la Oficina del Censo de los Estados Unidos, Ivalee tiene una superficie total de 19.3 km², de la cual 19.3 km² corresponden a tierra firme y (0%) 0 km² es agua.

## Demografía
Según el censo de 2010, había 879 personas residiendo en Ivalee. La densidad de población era de 73,3 hab./km². De los 879 habitantes, Ivalee estaba compuesto por el 96.13% blancos, el 1.59% eran afroamericanos, el 0.46% eran amerindios, el 0% eran asiáticos, el 0% eran isleños del Pacífico, el 1.02% eran de otras razas y el 0.8% pertenecían a dos o más razas. Del total de la población el 1.37% eran hispanos o latinos de cualquier raza.